# Hymedesmia filifera
Hymedesmia filifera är en svampdjursart som beskrevs av Schmidt 1875. Hymedesmia filifera ingår i släktet Hymedesmia och familjen Hymedesmiidae. Inga underarter finns listade i Catalogue of Life.